# George Braith
George Braith (New York, 26 giugno 1939) è un sassofonista statunitense noto per suonare due corni contemporaneamente, una tecnica sperimentata da Roland Kirk.
Gli viene attribuita l'invenzione del Braithophone, uno strumento formato da due diversi corni (alto e soprano); è stato raffigurato in un mosaico in una stazione della metropolitana di New York; il suo album Musart viene considerato uno dei capolavori del periodo
.

## Biografia
Il nome completo è George Timothy Braithwaite; nacque a New York City da genitori provenienti dall'India occidentale che incoraggiarono tutti i loro nove figli a dedicarsi alla musica, quando ha dieci anni formò la sua prima band e presto iniziò a studiare i legni; a 15 anni fa parte di un quintetto jazz e a 17 fu scoperto dal critico Nat Hentoff; dopo il diploma fece una serie di concerti in Europa con il suo quintetto; studiò alla Manhattan School of Music. Nel 1961 iniziò a sviluppare una sua personale tecnica per suonare due corni oltre a ideare un doppio corno, poi noto come Braithophone, che consisteva in due strumenti saldati insieme. Firmò un contratto con la Blue Note Records e, nel 1963, prese parte all'album Blue John di John Patton e registrò il suo primo album da leader, Two Souls In One. Dopo altri album pubblicati con la Blue Note, pubblicò due album per la Prestige, Laughing Soul del 1966 e Musart del 1967. Aprì anche un proprio club a New York chiamato Musart che divenne noto per la musica d'avanguardia; si trasferì poi in Europa per qualche anno; ritornato a New York, continuò i suoi esperimenti con più fiati.

## Discografia

### Album in studio
- 1963 - Two Souls In One
- 1963 - Soul Stream
- 1966 - Laughing Soul
- 1967 - Extension
- 1967 - Musart

### Album live
- 1992 - Double Your Pleasure - Live at the University of the Street

### Compilation
- 2001 - George Braith & Friends Volume 1